# Hôtel de la Caisse d'épargne de Marennes
L'hôtel de la Caisse d'épargne est un bâtiment du début du XXe siècle situé à Marennes-Hiers-Brouage, en France. Il a autrefois accueilli un établissement bancaire, pour lequel il a été construit.

## Situation et accès
L'édifice est situé au no 22 et 24 de la rue Dubois-Meynardie, à l'ouest du centre-ville de Marennes, et plus largement à l'ouest du département de la Charente-Maritime.

## Histoire

### Inauguration
La cérémonie d'inauguration a lieu le 29 novembre 1903. À cette occasion, le conseil d'administration organise une petite fête qui comprend un défilé des Sociétés mutualistes de la ville, une conférence ainsi qu'un banquet à l'issue duquel un concert est donné par la Société philharmonique.

### Conversion
De nos jours situé sur le territoire de la commune nouvelle de Marennes-Hiers-Brouage (créée en 2019), l'hôtel accueille une maison de services au public.

## Structure
L'édifice s'élève sur trois niveaux. Au-dessus de l'entrée figure un grand cartouche avec l'inscription de la raison sociale « CAISSE D’EPARGNE » ; sur le même axe, au-dessus de deux fenêtres du premier étage est encastré un bas-relief des armes de la ville, entourées de volutes.